# Alexandre Grenier-Pokulok
Alexandre Grenier-Pokulok, dit Sasha Pokulok, né le 25 mai 1986 à Vaudreuil-Dorion, Québec au Canada, est un joueur professionnel de hockey sur glace canado-croate.

## Carrière
Sasha Pokulok est rapidement remarqué par les dépisteurs de la Ligue nationale de hockey, car après seulement une saison universitaire avec le Big Red de l'Université Cornell faisant partie de la NCAA, les Capitals de Washington en firent leur premier choix du repêchage de 2005.
Il joue une autre saison avec le Big Red avant de commencer sa carrière professionnelle en 2006-2007. Il évolue alors avec les Stingrays de la Caroline du Sud de l'East Coast Hockey League et les Bears de Hershey de la Ligue américaine de hockey.
Lors de la saison 2009-2010, il porte les couleurs des Falcons de Springfield et du Rampage de San Antonio (LAH), ainsi que des Condors de Bakersfield (ECHL).
Il passe ensuite deux saisons en Europe, soit une saison avec le DEG Metro Stars de la DEL et une saison avec le KHL Medveščak de l’EBEL.
Le 16 juin 2012, il est choisi par les Riverkings de Cornwall au tout premier rang du repêchage universel de la Ligue nord-américaine de hockey. Le 5 juillet il signe un contrat avec l’équipe.
Au cours de l'été 2013 il se joint au Arlan Kokchetaou du Championnat du Kazakhstan de hockey sur glace. Le 14 novembre il fait un retour avec les Riverkings de Cornwall. Le 11 janvier 2016, il est échangé au Cool FM de St-Georges. Le 6 aout 2018, il est échangé aux BlackJacks de Berlin.

## Statistiques
| Saison    | Équipe                          | Ligue      |    | Saison régulière | Saison régulière | Saison régulière | Saison régulière | Saison régulière |   | Séries éliminatoires | Séries éliminatoires | Séries éliminatoires | Séries éliminatoires | Séries éliminatoires |  |
| Saison    | Équipe                          | Ligue      | PJ | B                | A                | Pts              | Pun              | PJ               | B | A                    | Pts                  | Pun                  |                      |                      |  |
| 2003-2004 | Hounds de Notre-Dame            | LHJS       | 39 | 7                | 16               | 23               | 34               |                  |   |                      |                      |                      |                      |                      |  |
| 2004-2005 | Big Red de l'Université Cornell | NCAA       | 26 | 3                | 7                | 10               | 33               |                  |   |                      |                      |                      |                      |                      |  |
| 2005-2006 | Big Red de l'Université Cornell | NCAA       | 27 | 4                | 9                | 13               | 49               |                  |   |                      |                      |                      |                      |                      |  |
| 2006-2007 | Bears de Hershey                | LAH        | 1  | 0                | 0                | 0                | 0                | -                | - | -                    | -                    | -                    |                      |                      |  |
| 2006-2007 | Stingrays de la Caroline du Sud | ECHL       | 16 | 3                | 6                | 9                | 22               | -                | - | -                    | -                    | -                    |                      |                      |  |
| 2007-2008 | Bears de Hershey                | LAH        | 44 | 1                | 6                | 7                | 43               | -                | - | -                    | -                    | -                    |                      |                      |  |
| 2007-2008 | Stingrays de la Caroline du Sud | ECHL       | 5  | 0                | 6                | 6                | 6                | 18               | 0 | 6                    | 6                    | 18                   |                      |                      |  |
| 2008-2009 | Bears de Hershey                | LAH        | 8  | 0                | 0                | 0                | 8                | -                | - | -                    | -                    | -                    |                      |                      |  |
| 2008-2009 | Stingrays de la Caroline du Sud | ECHL       | 23 | 2                | 9                | 11               | 37               | 11               | 0 | 4                    | 4                    | 8                    |                      |                      |  |
| 2009-2010 | Falcons de Springfield          | LAH        | 7  | 0                | 5                | 5                | 2                | -                | - | -                    | -                    | -                    |                      |                      |  |
| 2009-2010 | Rampage de San Antonio          | LAH        | 8  | 2                | 1                | 3                | 5                | -                | - | -                    | -                    | -                    |                      |                      |  |
| 2009-2010 | Condors de Bakersfield          | ECHL       | 49 | 13               | 26               | 39               | 64               | 10               | 1 | 2                    | 3                    | 9                    |                      |                      |  |
| 2010-2011 | DEG Metro Stars                 | DEL        | 52 | 4                | 11               | 15               | 36               | 9                | 2 | 0                    | 2                    | 2                    |                      |                      |  |
| 2011-2012 | KHL Medveščak                   | EBEL       | 44 | 6                | 7                | 13               | 46               | 9                | 1 | 4                    | 5                    | 27                   |                      |                      |  |
| 2011-2012 | KHL Medveščak                   | Croatie    | -  | -                | -                | -                | -                | 1                | 0 | 1                    | 1                    |                      |                      |                      |  |
| 2012-2013 | Riverkings de Cornwall          | LNAH       | 40 | 14               | 30               | 44               | 22               | 9                | 2 | 7                    | 9                    | 4                    |                      |                      |  |
| 2013-2014 | Arlan Kokchetaou                | Kazakhstan | 5  | 0                | 3                | 3                | 2                | -                | - | -                    | -                    | -                    |                      |                      |  |
| 2013-2014 | Riverkings de Cornwall          | LNAH       | 32 | 10               | 18               | 28               | 22               | 6                | 3 | 1                    | 4                    | 8                    |                      |                      |  |
| 2014-2015 | Riverkings de Cornwall          | LNAH       | 32 | 11               | 16               | 27               | 16               | 7                | 0 | 2                    | 2                    | 4                    |                      |                      |  |
| 2015-2016 | Riverkings de Cornwall          | LNAH       | 15 | 4                | 6                | 10               | 2                | -                | - | -                    | -                    | -                    |                      |                      |  |
| 2015-2016 | Cool FM 103,5 de Saint-Georges  | LNAH       | 11 | 1                | 3                | 4                | 0                | 5                | 2 | 1                    | 3                    | 0                    |                      |                      |  |
| 2016-2017 | Cool FM 103,5 de Saint-Georges  | LNAH       | 39 | 13               | 19               | 32               | 28               | 11               | 0 | 4                    | 4                    | 2                    |                      |                      |  |
| 2017-2018 | Cool FM 103,5 de Saint-Georges  | LNAH       | 36 | 7                | 12               | 19               | 12               | 9                | 2 | 3                    | 5                    | 4                    |                      |                      |  |
| 2018-2019 | BlackJacks de Berlin            | LNAH       | 34 | 9                | 19               | 28               | 18               | 3                | 0 | 1                    | 1                    | 0                    |                      |                      |  |
| 2019-2020 | Pétroliers du Nord              | LNAH       | 36 | 21               | 39               | 60               | 30               | -                | - | -                    | -                    | -                    |                      |                      |  |
|           |                                 |            |    |                  |                  |                  |                  |                  |   |                      |                      |                      |                      |                      |  |
| 2021-2022 | Pétroliers du Nord              | LNAH       | 19 | 7                | 10               | 17               | 10               | -                | - | -                    | -                    | -                    |                      |                      |  |
| 2021-2022 | Lions de Trois-Rivières         | ECHL       | 1  | 0                | 1                | 1                | 0                | -                | - | -                    | -                    | -                    |                      |                      |  |
| 2021-2022 | Marquis de Jonquière            | LNAH       | 9  | 2                | 3                | 5                | 6                | 8                | 1 | 5                    | 6                    | 8                    |                      |                      |  |
| 2022-2023 | Bâtisseurs de Montcalm          | LNAH       | 5  | 1                | 3                | 4                | 6                | -                | - | -                    | -                    | -                    |                      |                      |  |

### Statistiques en équipe nationale
| Année | Équipe | Compétition                 |   | PJ | B | A | Pts | Pun           |  | Résultat |
| 2006  | Canada | Championnat du monde junior | 6 | 0  | 0 | 0 | 0   | Médaille d'or |  |          |

## Trophées et honneurs personnels
- Ligue de hockey junior de la Saskatchewan
  - 2003-2004 : nommé dans l’équipe d’étoiles des recrues avec les Hounds de Notre-Dame.
- NCAA (groupement ECAC Hockey)
  - 2004-2005 : remporte le championnat des séries avec les Big Red de l'Université Cornell.
- ECHL
  - 2008-2009 : remporte la Coupe Kelly avec les Stingrays de la Caroline du Sud.
  - 2009-2010 : participe au Match des étoiles avec l'association nationale.
- Championnat de Croatie de hockey sur glace
  - 2011-2012 : remporte le championnat des séries avec le KHL Medveščak.
- Ligue nord-américaine de hockey
  - 2012-2013 : remporte le Trophée Éric Messier remis au meilleur défenseur de la ligue, le Trophée de la recrue défensive et élu dans l'équipe d'étoiles.